# Alija Izetbegović
Alija Izetbegović (Šamac, 1925. augusztus 8. – Szarajevó, 2003. október 19.) bosnyák (muszlim) politikus, iszlám aktivista, jogász. A független Bosznia-Hercegovinai Köztársaság első államfője (1992–1996), majd Bosznia-Hercegovina Elnökségének tagja (1996–2000). Néhány, az iszlám vallás helyzetét tárgyaló, kisebb terjedelmű filozofikus írás szerzője.

## Családja
A majdani független Bosznia-Hercegovina mindmáig legnagyobb jelentőségű politikusa a boszniai, Száva-parti Bosanski Šamacban született. Ekkorra már elszegényedett családjának felmenői Belgrádból származtak, ahol az oszmán arisztokrácia soraiba tartoztak. A muszlim vallású család Szerbia függetlenségének elnyerése után menekült Boszniába. 1863-ban nem csak ők, hanem több belgrádi muszlim család is letelepedett a városban, annyira megnőtt a számuk, hogy Aziz szultán tiszteletére Šamac felvette az Azizijei Bala, azaz Felső-Azizija nevet.Alija nevű nagyapja Šamac polgármestere volt. Könyvelői hivatást űző apja 1927-ben tönkrement, mire a család Szarajevóba költözött.

## Az Ifjú Muszlimok aktivistája
A saját állítása szerint mélyen vallásos Izetbegović már annak 1941-es alapításakor a Mladi Muslimani (Ifjú Muszlimok) nevű szervezet aktivistája lett. Ez az ifjúsági szervezet az iszlám értékek propagálása mellett a muszlim lakosság támogatását is céljául tűzte ki. Így a második világháborúban is, amikor a csetnikek és partizánok kereszttüzébe került muszlimok élelemmel való ellátásában, illetve a menekültek megsegítésében Izetbegović is részt vett. Izetbegović politikai és vallási nézeteire jellemző, hogy elutasította mind a horvát usztasákkal való együttműködést (Bosznia 1941 és 1945 között a fasiszta Független Horvát Állam része volt), mind a konzervatív iszlámot.
1945-ben a Josip Broz Tito vezette kommunisták Preporod (Újjászületés) néven saját muszlim szervezetet alapítottak. Az Ifjú Muszlimok tagjai elmentek az alapító gyűlésükre, ahol nevükben elsőként Izetbegović szólalt fel, és fejezte ki tiltakozásukat. Bár végül az Ifjú Muszlimok tagjai beléptek a Preporodba, több aktivistájukat letartóztatták, és többéves börtönbüntetésre ítélték. Izetbegović 1946 és 1949 között Jugoszlávia több börtönében és kényszermunka-telepén töltötte büntetését.

## Politikai publikációi
Izetbegović 1970-ben adta ki Iszlám deklaráció elnevezésű írását, amely az iszlám vallás, valamint az állam és a társadalom közti viszony kérdését feszegeti. A kommunista vezetés a dokumentumból Bosznia-Hercegovina iszlám állammá való átalakításának programját vélte kiolvasni, és betiltotta. Az Iszlám deklaráció értelmezése azóta sem teljesen egységes. A szerb nacionalisták, akik benne egy iráni típusú iszlám köztársaság megalakításának tervét vélik látni, még ma is a szerbek által Boszniában 1992 és 1995 között elkövetett háborús bűnök indoklására használják. Noel Malcolm brit történész szerint azonban a szerb nacionalista értelmezés mindössze propagandacélokat szolgál, mert az Iszlám deklaráció "általában véve a politika és az iszlám kapcsolatát tárgyalja, amely az egész iszlám világ számára íródott; nem Boszniáról szól, sőt Boszniát nem is említi", továbbá "egyetlen idézett pontot sem lehet joggal fundamentalistának nevezni".
1980-ban jelent meg Az iszlám kelet és nyugat között című írása. A művészettörténeti kérdéseket is tárgyaló munka "az iszlámot mint nyugat-európai értékeket is tartalmazó szellemi-intellektuális szintézisként mutatja be" (Malcolm).

## A szarajevói per
1983 áprilisában Izetbegovićot további tizenkét boszniai muszlim aktivistával együtt "muszlim nacionalizmusból fakadó ellenséges tevékenység", pontosabban "az etnikailag tiszta Bosznia-Hercegovina létrehozásására irányuló szándék" vádjával Szarajevóban bíróság elé állították. Izetbegovićot emellett egy iráni iszlám kongresszuson való részvétel megszervezésével is vádolták. A bíróság – a köznyelvben "szarajevói per" elnevezésű, és a nyugati emberi jogi szervezeteket (köztük az Amnesty Internationalt és a Helsinki Bizottságot) a kommunista koncepciós perekre emlékeztető, és ezért általuk élesen bírált eljárása során meghozott – ítéletében Izetbegovićra 14 év börtönbüntetést szabott. A következő év májusában a boszniai legfelsőbb bíróság az ítéletet a vádlott terhére rótt bűncselekmények egy részének hiányában 12 évre mérsékelte. 1988-ban kegyelemmel szabadult.

## Bosznia-Hercegovina elnöke
Amikor az 1980-as évek végi demokratikus átalakulás közepette sorra alakultak a pártok Jugoszláviában, a börtönből nemrég szabadult Izetbegović is úgy döntött, létrehoz egy, a jugoszláviai délszláv muszlimok érdekét képviselő pártot. Muszlim értelmiségiek, volt politikai foglyok a szarajevói Holiday Inn szálloda termében 1990. május 26-án alapították meg a Demokratikus Akciópártot (Stranka demokratske akcije, rövidítve SDA). Az SDA nem volt vallási jellegű (tehát a szó általános értelmében véve iszlamista) párt, viszont deklaráltan "Jugoszlávia polgárainak a muszlim kulturális-történelmi körhöz tartozó" részéhez szólt (kivéve természetesen a külön politikai háttérrel rendelkező albánokat), amivel hamarosan tisztán a magukat nemzeti értelemben muszlimnak tekintők pártjává vált.
Az 1990-ben sorra kerülő szabad választásokon – a muszlimok boszniai lakosságban képviselt részarányuknak nagyjából megfelelően – az SDA szerezte a boszniai parlamenti helyek többségét (33%-os szavazati aránnyal), amely után a szerb és horvát nacionalista pártok következtek. A boszniai alkotmány alapján a tagköztársaság alkotó népei közül a két-két legjobb helyen végzett jelölt került a hétfős, rotáció elvén működő elnökségbe (tehát két bosnyák, két szerb, két horvát és egy ún. jugoszláv nemzetiségű). Bár Izetbegović a maga 37%-os szavazati arányával a másik muszlim jelölt, a 44%-ot szerzett Fikret Abdić mögött végzett, az utóbbi visszalépése miatt Izetbegovićot választották az elnökség elnökévé (vagyis gyakorlatilag Bosznia-Hercegovina tagköztársaság elnökévé).
A horvátországi háború 1991-es kitörésekor a többnemzetiségű Bosznia belpolitikai viszonyai is összekuszálódtak. Bár Izetbegović elnöki mandátuma csak egy évre szólt, az erről szóló egyezséget a "különleges körülmények" miatt felfüggesztették. (A szerb és a horvát nacionalista pártok, az SDS és a HDZ a háború során ki is léptek a kormányból).
Jugoszlávia felbomlásának időszakában a muszlimok többsége (így Izetbegović is) az unitarista álláspontot képviselte, azaz Bosznia-Hercegovinát – egy jugoszláv szövetségen belül vagy kívül-, de mindenképp egységes államként próbálta megőrizni. Hamarosan egyértelművé vált, hogy az álláspontok összeegyeztethetetlenek: a muszlimok és a horvátok az új, Szlovénia és Horvátország kilépésével még inkább szerb dominanciájú Jugoszlávia helyett a függetlenséget részesítették előnyben, míg a szerbek hallani sem akartak a Szerbiához fűződő állami kötelékek elszakításáról.
1992 januárjában José Cutileiro volt portugál külügyminiszter kidolgozott egy tervet, amellyel Bosznia-Hercegovinát egy hét, nemzetiségek szerint felállított kantonokból álló állammá alakította volna. A Cutileiro-tervet mindhárom nemzeti csoport képviselői (így Izetbegović is) aláírták, még a harcok kitörése előtt, március 18-án. Az aláírók azonban csak taktikai okokból adták kézjegyüket a dokumentumhoz: Izetbegovićot a nemzetközi elismerés közelgő lehetősége vonzotta, a szerb Radovan Karadžićot és a horvát Mate Bobant pedig a békepárti színben való tetszelgés. Az etnikai megosztást elvből elutasító Izetbegović a Lisszabonból való hazatérés után két héttel elvetette a tervet.

## A bosznia-hercegovinai háború
1991 márciusában Franjo Tuđman, horvát elnök és Slobodan Milošević, szerb elnök titkos megállapodást kötnek Bosznia-Hercegovina közös felosztásáról. A megállapodás szerint a tagállam egyik felét a horvátok, a másikat a szerbek fogják uralni, az iszlám vallású bosnyákokat pedig beolvasztják a másik két népbe.
1992 februárjában Izetbegović népszavazást írt ki Bosznia-Hercegovina függetlenségéről, figyelmen kívül hagyta a szerbek azon fenyegetését, hogy ez esetben – a Jugoszláviában maradás érdekében – a szerblakta területek el fognak szakadni Boszniától. A szerbek a referendumot alkotmányellenesnek nyilvánították és bojkottálták, így 67%-os részvétel mellett a szavazók 99,4%-a voksolt a függetlenségre. Az ország függetlenségét április 7-én az Európai Közösség és az Egyesült Államok is elismerte. A függetlenségi törekvések időszakában már került sor elszórt harcokra a szerbek és a muszlimok között. A főváros, Szarajevó ostromát a boszniai szerb csapatok és a Jugoszláv Néphadsereg április 4-én kezdte meg, két nappal később pedig a szerbek már az ország több, a gyengén felfegyverzett boszniai biztonsági alakulatok által védett települése ellen indítottak általános támadást.